# Nó albright
O Nó albright, nó de ligação ou nó de união, é um nó muito utilizado em pescaria para unir linhas de diferentes espessuras ou materiais.
Esse nó é geralmente usado em pescaria, para unir filamentos de nylon, de diâmetros diferentes, semelhante ao Nó de escota, mas com uma firmeza ainda maior.

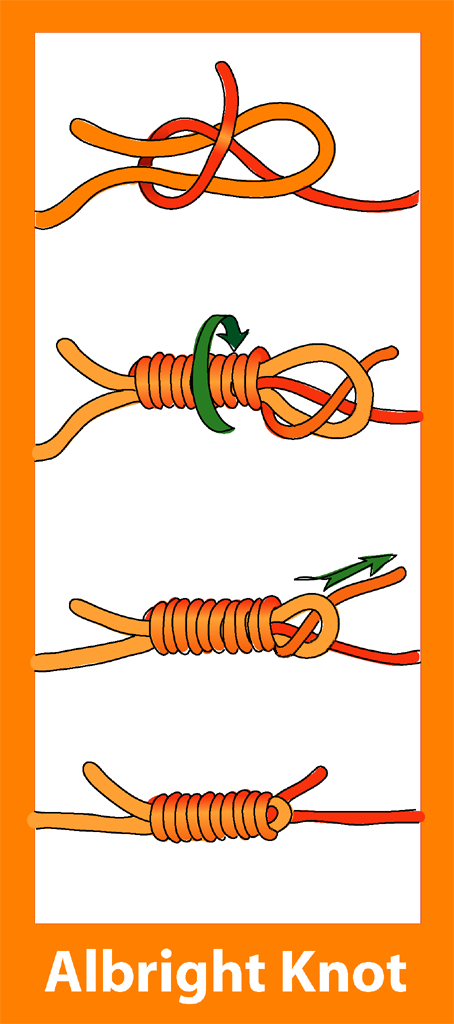
O Nó passo-a-passo.